# Vertigorama
Vertigorama in Parque de la Ciudad (Buenos Aires, Argentinien) ist eine nie eröffnete Racing-Stahlachterbahn vom Modell Double Roller Coaster des Herstellers Intamin. Sie ist auch die einzige Achterbahn des Modells Double Roller Coaster.
Die Konstruktion der Bahn wurde 1983 fertiggestellt, aufgrund von Problemen mit der Elektrik wurde die Bahn aber nie eröffnet.
Jede Spur hat eine Länge von 1816 m und erreicht eine Höhe von 38 m. Damit wäre sie noch 2010 die neuntlängste Achterbahn der Welt gewesen. Das maximale Gefälle beträgt 56° und die Höchstgeschwindigkeit beträgt 91 km/h. Die Bahn würde eine Kapazität von 2300 Personen pro Stunde besitzen.

## Züge
Vertigorama besitzt sechs Züge mit jeweils sieben Wagen. In jedem Wagen könnten vier Personen (zwei Reihen à zwei Personen) Platz nehmen.